# Amphelictus novellus
Amphelictus novellus là một loài bọ cánh cứng trong họ Cerambycidae.